# René Grelin
René Grelin (né le 21 septembre 1942 à Gigny-sur-Saône) est un coureur cycliste français, professionnel de 1969 à 1975. Il est sociétaire au club cycliste local du V.C. Dole.

## Biographie
Dès l'enfance, René Grelin est passionné pour le cyclisme. Il fait ses études secondaires à Chalon-sur-Saône au lycée de La Colombière.
Il devient professionnel à 26 ans en 1968. Il fait partie pendant plusieurs années de la même équipe que Raymond Poulidor. Son plus grand succès est sans doute sa victoire en 1970 sur Nice-Seillans, l'actuel Tour du Haut-Var. Il participe à quatre reprises au Tour de France, mais termine seulement deux fois la course en intégralité. Son meilleur résultat au général sur le Tour est sa 26e place en 1973. Il s'est également classé quatrième d'une étape en 1972.
En 1975, à l'âge de 33 ans, Grelin met un terme à sa carrière de cycliste et ouvre un magasin de vélos, d'abord à Chalon-sur-Saône et plus tard à Sanary-sur-Mer en Provence. En 1983, il est champion du monde Masters sur route dans la catégorie de son âge.
Cette même année, René Grelin se rend en Côte-d'Ivoire pour travailler en tant que directeur de l'équipe nationale, puis il fait de même au Burkina Faso. Son engagement est financé par l'homme d'affaires libanais Michel Fadoul. À son retour en Côte-d'Ivoire, il est victime d'un grave accident avec une camionnette alors qu'il circule à vélo à Abidjan. Grièvement blessé, il reprend connaissance après quatre jours d'hospitalisation.
Grelin vit toujours à Abidjan, où il produit et vend des savons dont l'utilisation protège contre le moustique vecteur du paludisme. En 1997, un épisode de l'émission Strip Tease lui a été consacré.

## Palmarès

### Palmarès amateur
- 1962
  -  Champion de France universitaire
- 1964
  - Varennes-Vauzelles
- 1965
  - 2e étape du Circuit de Saône-et-Loire
  - Dijon-Auxonne-Dijon
- 1966
  - 1re étape du Tour des Bouches-du-Rhône
  - 2e de Dijon-Auxonne-Dijon
- 1967
  - 2e étape du Circuit des Mines
  - 1re étape du Circuit Gruet du Jura
  - 2e et 4e étapes la Route de France
  - 2e du Critérium du Printemps
  - 2e de la Route de France
  - 2e du Circuit Gruet du Jura
  - 3e du Circuit des Mines
- 1968
  - Critérium du Centre
  - 2e du Tour Nivernais Morvan
  - 2e du championnat de France des amateurs hors catégorie
  - 3e du Grand Prix du Froid Caladois

### Palmarès professionnel
- 1969
  - Grand Prix de Montauroux
- 1970
  - Nice-Seillans
- 1971
  - 2e de l'Étoile de Bessèges
- 1974
  - Prologue du Tour de Romandie (contre-la-montre par équipes)
  - 3e du Grand Prix de Montauroux
- 1975
  - 3e du Tour du Lac Léman

## Résultats sur les grands tours

### Tour de France
4 participations
- 1970 : abandon (19e étape)
- 1971 : 81e
- 1972 : abandon (16e étape)
- 1973 : 26e

### Tour d'Espagne
1 participation
- 1971 : 47e